# Campeonato de España de Ciclismo en Ruta 1979
El LXXVIII Campeonato de España de Ciclismo en Ruta se disputó en Murcia el 24 de junio de 1979 sobre 190 kilómetros de recorrido. Pese a que había 71 preinscritos, participaron 64 corredores de los que 62 terminaron el recorrido.
Tras más de cuatro horas de carrera, en la recta de meta se produjo la caída de Alberto Fernández, circunstancia que cortó el grupo e impidió el normal desarrollo del sprint. Isidro Juárez se impuso a Faustino Rupérez, plata. Cuatro segundos después llegó a meta el resto de participantes encabezados por Miguel Mari Lasa, que sería inicialmente bronce.
Tiempo después el ganador Isidro Juárez dio positivo en el control antidopaje y fue desposeído del título, recayendo en Faustino Rupérez el título de campeón de España. El podio fue recompuesto con Miguel Mari Lasa como segundo clasificado, quedando el tercero como vacante.

## Clasificación final
| Pos. | Ciclista                    | Equipo               | Tiempo     |
| ---- | --------------------------- | -------------------- | ---------- |
|      | Faustino Rupérez            | Kas                  | 4h 30' 11" |
|      | Miguel Mari Lasa            | Teka                 | a 4"       |
|      | Vacante por descalificación | -                    | -          |
| 4.   | Jesús Suárez Cueva          | Kas                  | m.t.       |
| 5.   | Antonio Sobrino             | Moliner-Vereco       | m.t.       |
| 6.   | Salvador Jarque             | Transmallorca-Flavia | m.t.       |
| 7.   | Jaime Albisu                | Teka                 | m.t.       |
| 8.   | José Luis Viejo             | Teka                 | m.t.       |
| 9.   | Javier Elorriaga            | Novostil-Helios      | m.t.       |
| 10.  | Antonio González            | Transmallorca-Flavia | m.t.       |